# Иванко Павлович
Иванко Павлович (Иванко Павловиц) (ум. 26 января 1135 г.) — новгородский посадник в 1134—1135 гг.

## Сын Ладожского посадника
Некоторыми исследователями предполагается, что Иванко Павлович являлся сыном Ладожского посадника Павла. Этот Павел знаменит тем, что в 1116 г. город Ладогу замостил каменными стенами.

## Посадничество
В 1134 г. князь Всеволод Мстиславич отнял Новгородское посадничество у Петрилы и дал его Иванко Павловичу. В начале следующего года (26 января 1135 г.) между суздальцами и новгородцами произошла битва на Ждановской горе, в результате которой многие погибли (в том числе и бывший посадник Петрила). В этой битве был убит и посадник Иванко Павлович, храбрость которого была оценена летописцем. На его актовой печати изображён св. Иоанн Предтеча в полный рост. Правая рука Предтечи находится в благословляющем жесте, а в левой он держит свиток и крест.

## Стерженский крест
Иванко Павлович в июле 1133 г. (кто-то читает 11 июля, а кто-то 14, Н. Н. Воронин поступил проще — указал две даты) произвёл работы по углублению русла реки Волги при впадении в оз. Стерж. По этому случаю он поставил четырёхконечный каменный крест с соответствующей надписью об этих событиях. Крест был найден на месте Стерженского городища, почему и был назван Стерженским.

## На берестяных грамотах
Предполагается, что упоминаемый в ряде новгородских берестяных грамот Иван (№ 586, 633, 736, 897, 903, а в № 907 как Иванко) является Иванко Павловичем. Все эти грамоты датируются первой половиной XII в. В некоторых случаях Иванко упомянут косвенно (№ 907), в других имя фигурирует, но доподлинно что-то выяснить невозможно, так как текст испорчен (№ 897, 903). Лучше сохранились остальные грамоты.
В грамоте № 586 имеется список продуктов и вещей (вишни, вино, уксус, мука, кожух, сковорода), которые взяты у Нежаты и среди вещей назван кожух Ивана. В следующей грамоте № 633 имеется часть текста — упоминается мера веса берковец и секира некоего Городка, а также приписка — Иван идёт. Возможно обе эти грамоты объединяются одним событием — военным походом на Суздаль во главе посадника Иванко Павловича и князя Всеволода Мстиславовича в 1134—1135 годах. В берестяной грамоте № 736 Иванко проявлял заботу по поводу доходов своего отца Павла, который отдал деньги в рост.

## Семья
1. Павел
  1. Иванко Павлович
    1. Судила Иванкович